# Kreuz Erfurt
Het Autobahnkreuz Erfurt is een knooppunt in de Duitse deelstaat Thüringen. Op dit klaverbladknooppunt ten zuidoosten van de stad Erfurt kruist de A71 (Dreieck Südharz-Dreieck Werntal) de A4 (Kichheimer Dreieck-Poolse grens).

## Geografie
Het knooppunt ligt 1 km ten zuidwesten van het Erfurter stadsdeel Molsdorf op de Orgelberg en markeert de zuidrand van Erfurt. Nabijgelegen dorpen zijn Thörey, Ichtershausen, Kornhochheim en Eischleben. Het knooppunt ligt ongeveer 10 km ten zuidwesten van het centrum van Erfurt en ongeveer 140 km ten noordwesten van Würzburg. Het maakt onderdeel uit van de Erfurter ring.

## Rijstroken
Nabij het knooppunt heeft de A4 2x3 rijstroken en de A71 heeft 2x2 rijstroken. Behalve de verbindingsweg (A71 noord - A4-west) die 2 rijstroken heeft, hebben alle andere verbindingswegen één rijstrook.

## Verkeersintensiteiten
In 2010 werd het knooppunt dagelijks door ongeveer 75.000 voertuigen gebruikt. 
| Van                           | Naar                    | Gemiddeld aantal voertuigen per dag |
| ----------------------------- | ----------------------- | ----------------------------------- |
| AS Neudietendorf (A 4)        | AK Erfurt               | 47.900                              |
| AK Erfurt                     | AS Erfurt-West (A 4)    | 53.800                              |
| AS Erfurt-Bindersleben (A 71) | AK Erfurt               | 22.400                              |
| AK Erfurt                     | AS Arnstadt-Nord (A 71) | 28.800                              |

## Richtingen knooppunt
| Aansluitende wegen                                               | Aansluitende wegen                       | Aansluitende wegen | Aansluitende wegen | Aansluitende wegen                             |
| ---------------------------------------------------------------- | ---------------------------------------- | ------------------ | ------------------ | ---------------------------------------------- |
| richting Erfurt-Bindersleben / -Messe Luchthaven Erfurt Sömmerda |                                          |                    |                    |                                                |
|                                                                  |                                          |                    |                    |                                                |
| richting Neudietendorf Kassel / Frankfurt a.M.                   | richting Erfurt-West / Dresden / Berlijn |                    |                    |                                                |
|                                                                  |                                          |                    |                    |                                                |
|                                                                  |                                          |                    |                    | richting Arnstadt / Ilmenau Suhl / Schweinfurt |